# بنا میر زبیر
بنا میر زبیر مربوط به دوره ایلخانی است و در شهرستان سیرجان، روستای شریف‌آباد قهستان واقع شده و این اثر در تاریخ ۲۶ آبان ۱۳۷۵ با شمارهٔ ثبت ۱۷۶۲ به‌عنوان یکی از آثار ملی ایران به ثبت رسیده‌است. این بنا به صورت مربعی به ابعاد خارجی ۹ ‏و داخلی ۷متر با قلوه سنگ وملاط گچ ساخته شده است. ارتفاع بنا ازکف تا زیرگنبدکه اکنون فرو ریخته حدود ۸متر است. صورت بنا در ارتفاع ۴ ‏متری به هشت ضلعی و سپس باکاربندی به دایره تبدیل شده و گنبد روی آن استوارگردیده است. ‏فضای داخلی بنا دارای تزئینات وکتیبه های متعددی است که هر کدام در نوع خود از زیبائی های منحصر بفردی برخورد ار می باشند.عکسهایی که در سال های گذشته از محراب بنا گرفته شده نشان می دهند که در دو طرف محراب، تاریخ ساخت و نام سازنده به صورت گچبری مشخص بوده که امروزه از بین رفته است.

## قدمت و کاربری بنا
گرچه گچبری محراب تاریخ ربیع الاول سال ۷۵۱ه. ق را نشان می داده است، اما عده ای بر این عقیده اندکه بنای میر زبیر معبدی مربوط به قبل از اسلام بوده که در زمان امیری از خاندان آل مظفر مرمت و به مسجد تبدیل شده است. ‏در خصوص عملکرد واقعی بنای میر زبیر اطلاع دقیقی در دست نیست. با این حال با توجه به شباهت آن با بنای پیر جار سوز و همچنین وجود بنای دیگری به نام طلحه که اکنون ویران شده به نظر می رسد بنای مزبور آرامگاهی بوده است .